# Minnesota Wild
Minnesota Wild är en amerikansk ishockeyorganisation vars lag är baserat i St. Paul i Minnesota och som har varit medlemsorganisation i National Hockey League (NHL) sedan den 25 juni 1997, dock i spel sedan säsong 2000–2001. Hemmaarenan är Xcel Energy Center och invigdes den 29 september 2000. Laget spelar i Central Division tillsammans med Chicago Blackhawks, Colorado Avalanche, Dallas Stars, Nashville Predators, St. Louis Blues, Utah Mammoth och Winnipeg Jets.
Wild har aldrig vunnit Stanley Cup. De har haft en del namnkunniga spelare genom åren som Mikko Koivu, Marián Gáborík, Niklas Bäckström, Ryan Suter, Zach Parise, Brent Burns, Pierre-Marc Bouchard, Brian Rolston, Kim Johnsson, Manny Fernandez, Dwayne Roloson och Nick Schultz.

## Historia
Minneapolis/Saint Paul-området hade fram till 1993-1994 laget Minnesota North Stars från förorten Bloomington som representant i NHL. North Stars flyttade då till Dallas och bytte namn till Dallas Stars. Minnesota som har ett relativt starkt ishockeyintresse stod sedan utan lag i NHL fram till att Wild grundades år 2000-2001.  
Laget valde bland annat Marian Gaborik i NHL-draften som tredje totalt. 2002-2003 gick klubben till sitt första slutspel och slog där ut Colorado Avalanche och Vancouver Canucks. I Western Conference-final förlorade de dock mot Mighty Ducks of Anaheim, som vann med 4-0 i matcher.

### Stanley Cup-spel

#### 2000-talet
- 2001 – Missade slutspel.
- 2009 – Missade slutspel.

#### 2010-talet
- 2010 – Missade slutspel.
- 2019 – Missade slutspel.

#### 2020-talet
- 2020 – Förlorade i kvalificeringsronden mot Vancouver Canucks med 3–1 i matcher.
- 2025 – Förlorade i första ronden mot Vegas Golden Knights med 4–2 i matcher.

## Arena
Minnesota Wild har sedan grundandet spelat i Xcel Energy Center.

## Nuvarande spelartrupp

### Spelartruppen 2025/2026
Senast uppdaterad: 12 juli 2025.

Alla spelare som har kontrakt med Minnesota Wild och har spelat för dem under aktuell säsong listas i spelartruppen. Spelarnas löner är i amerikanska dollar och är vad de skulle få ut om de vore i NHL-truppen under hela grundserien (oktober–april). Löner i kursiv stil är ej bekräftade.
| Målvakter                                                                                     | Målvakter | Målvakter             | Målvakter          | Målvakter   | Målvakter | Målvakter | Målvakter      | Målvakter                   | Målvakter | Målvakter |
| Nr                                                                                            |           | Namn                  | Namn               | Lön 25/26   |           | Kontrakt  | Kom till laget | Kom ifrån                   |           |           |
| --------------------------------------------------------------------------------------------- | --------- | --------------------- | ------------------ | ----------- | --------- | --------- | -------------- | --------------------------- | --------- | --------- |
| 30                                                                                            | Sverige   | Jesper Wallstedt      | Jesper Wallstedt   | $2 400 000  | [ 8 ]     | 2027      | 2024           | Iowa Wild                   |           |           |
| 32                                                                                            | Sverige   | Filip Gustavsson      | Filip Gustavsson   | $3 000 000  | [ 9 ]     | 2026      | 2022           | Belleville Senators         |           |           |
| --                                                                                            | Slovakien | Samuel Hlavaj         | Samuel Hlavaj      | $880 000    | [ 10 ]    | 2026      | 2024           | HC Škoda Plzeň              |           |           |
| --                                                                                            | Kanada    | Riley Mercer          | Riley Mercer       | $815 000    | [ 11 ]    | 2028      | 2025           | Voltigeurs de Drummondville |           |           |
| --                                                                                            | USA       | Cal Petersen          | Cal Petersen       | $775 000    | [ 12 ]    | 2026      | 2025           | Lehigh Valley Phantoms      |           |           |
| Backar                                                                                        |           |                       |                    |             |           |           |                |                             |           |           |
| Nr                                                                                            |           | Namn                  | Namn               | Lön 25/26   |           | Kontrakt  | Kom till laget | Kom ifrån                   |           |           |
| 5                                                                                             | Kanada    | Jacob Middleton       | Jacob Middleton    | $4 600 000  | [ 13 ]    | 2029      | 2022           | San Jose Sharks             |           |           |
| 7                                                                                             | USA       | Brock Faber           | Brock Faber        | $10 000 000 | [ 14 ]    | 2033      | 2023           | Minnesota Golden Gophers    |           |           |
| 8                                                                                             | USA       | Zeev Buium            | Zeev Buium         | $975 000    | [ 15 ]    | 2027      | 2025           | Denver Pioneers             |           |           |
| 24                                                                                            | USA       | Zach Bogosian         | Zach Bogosian      | $1 250 000  | [ 16 ]    | 2026      | 2023           | Tampa Bay Lightning         |           |           |
| 25                                                                                            | Sverige   | Jonas Brodin          | Jonas Brodin       | $7 500 000  | [ 17 ]    | 2028      | 2013           | Houston Aeros               |           |           |
| 46                                                                                            | Kanada    | Jared Spurgeon − C    | Jared Spurgeon − C | $7 000 000  | [ 18 ]    | 2027      | 2011           | Houston Aeros               |           |           |
| 49                                                                                            | USA       | Jack Peart            | Jack Peart         | $925 000    | [ 19 ]    | 2027      | 2024           | St. Cloud State Huskies     |           |           |
| 55                                                                                            | Tjeckien  | David Jiříček         | David Jiříček      | $855 000    | [ 20 ]    | 2026      | 2025           | Iowa Wild                   |           |           |
| 71                                                                                            | Kanada    | Carson Lambos         | Carson Lambos      | $832 500    | [ 21 ]    | 2026      | 2023           | Winnipeg Ice                |           |           |
| 73                                                                                            | Kanada    | Kyle Masters          | Kyle Masters       | $865 000    | [ 22 ]    | 2026      | 2023           | Kamloops Blazers            |           |           |
| 82                                                                                            | Tjeckien  | David Špaček          | David Špaček       | $862 500    | [ 23 ]    | 2026      | 2023           | Phœnix de Sherbrooke        |           |           |
| --                                                                                            | USA       | Ben Gleason           | Ben Gleason        | $800 000    | [ 24 ]    | 2026      | 2025           | Lehigh Valley Phantoms      |           |           |
| --                                                                                            | USA       | Matt Kiersted         | Matt Kiersted      | $775 000    | [ 25 ]    | 2027      | 2025           | Charlotte Checkers          |           |           |
| --                                                                                            | Kanada    | Stevie Leskovar       | Stevie Leskovar    | $860 000    | [ 26 ]    | 2028      | 2025           | Brampton Steelheads         |           |           |
| Forwards                                                                                      |           |                       |                    |             |           |           |                |                             |           |           |
| Nr                                                                                            |           | Namn                  | Pos                | Lön 25/26   |           | Kontrakt  | Kom till laget | Kom ifrån                   |           |           |
| 12                                                                                            | USA       | Matt Boldy            | HF/VF              | $7 700 000  | [ 27 ]    | 2030      | 2022           | Iowa Wild                   |           |           |
| 13                                                                                            | Ryssland  | Jakov Trenin          | VF/C               | $4 000 000  | [ 28 ]    | 2028      | 2024           | Colorado Avalanche          |           |           |
| 14                                                                                            | Sverige   | Joel Eriksson Ek      | C                  | $7 500 000  | [ 29 ]    | 2029      | 2017           | Iowa Wild                   |           |           |
| 17                                                                                            | USA       | Marcus Foligno − A    | HF/VF              | $4 500 000  | [ 30 ]    | 2028      | 2017           | Buffalo Sabres              |           |           |
| 18                                                                                            | USA       | Vinnie Hinostroza     | HF/VF              | $775 000    | [ 31 ]    | 2026      | 2025           | Nashville Predators         |           |           |
| 28                                                                                            | Sverige   | Liam Öhgren           | VF                 | $855 000    | [ 32 ]    | 2027      | 2024           | Iowa Wild                   |           |           |
| 36                                                                                            | Norge     | Mats Zuccarello Aasen | HF/VF              | $3 550 000  | [ 33 ]    | 2026      | 2019           | Dallas Stars                |           |           |
| 38                                                                                            | USA       | Ryan Hartman          | C/HF               | $4 000 000  | [ 34 ]    | 2027      | 2019           | Philadelphia Flyers         |           |           |
| 39                                                                                            | Kanada    | Ben Jones             | C                  | $775 000    | [ 35 ]    | 2026      | 2024           | Iowa Wild                   |           |           |
| 43                                                                                            | Kanada    | Hunter Haight         | C                  | $895 000    | [ 36 ]    | 2027      | 2023           | Saginaw Spirit              |           |           |
| 58                                                                                            | Kanada    | Riley Heidt           | C/YF               | $950 000    | [ 37 ]    | 2028      | 2025           | Prince George Cougars       |           |           |
| 60                                                                                            | Kanada    | Michael Milne         | VF                 | $775 000    | [ 38 ]    | 2026      | 2024           | Iowa Wild                   |           |           |
| 68                                                                                            | Finland   | Rasmus Kumpulainen    | C                  | $870 000    | [ 39 ]    | 2028      | 2024           | Oshawa Generals             |           |           |
| 76                                                                                            | Kanada    | Caedan Bankier        | C                  | $867 500    | [ 40 ]    | 2026      | 2023           | Kamloops Blazers            |           |           |
| 90                                                                                            | Sverige   | Marcus Johansson      | VF/HF              | $800 000    | [ 41 ]    | 2026      | 2023           | Washington Capitals         |           |           |
| 97                                                                                            | Ryssland  | Kirill Kaprizov − A   | VF                 | $7 500 000  | [ 42 ]    | 2026      | 2020           | HK CSKA Moskva              |           |           |
| --                                                                                            | Kanada    | Nicolas Aubé-Kubel    | HF/C               | $775 000    | [ 43 ]    | 2026      | 2025           | New York Rangers            |           |           |
| --                                                                                            | Kanada    | Cameron Butler        | HF                 | $860 000    | [ 44 ]    | 2026      | 2025           | Cleveland Monsters          |           |           |
| --                                                                                            | Ryssland  | Danila Jurov          | HF/C               | $950 000    | [ 45 ]    | 2028      | 2025           | Metallurg Magnitogorsk      |           |           |
| --                                                                                            | USA       | Bradley Marek         | VF                 | $790 000    | [ 46 ]    | 2026      | 2025           | Iowa Wild                   |           |           |
| --                                                                                            | USA       | Tyler Pitlick         | HF                 | $775 000    | [ 47 ]    | 2027      | 2025           | Providence Bruins           |           |           |
| --                                                                                            | Tyskland  | Nico Sturm            | C                  | $2 000 000  | [ 48 ]    | 2027      | 2025           | Florida Panthers            |           |           |
| --                                                                                            | Ryssland  | Vladimir Tarasenko    | HF                 | $4 750 000  | [ 49 ]    | 2026      | 2025           | Detroit Red Wings           |           |           |
| Positioner: C – HF – VF – YF \| C = Lagkapten; A = Assisterande lagkapten \| = Långtidsskadad |           |                       |                    |             |           |           |                |                             |           |           |

#### Spelargalleri

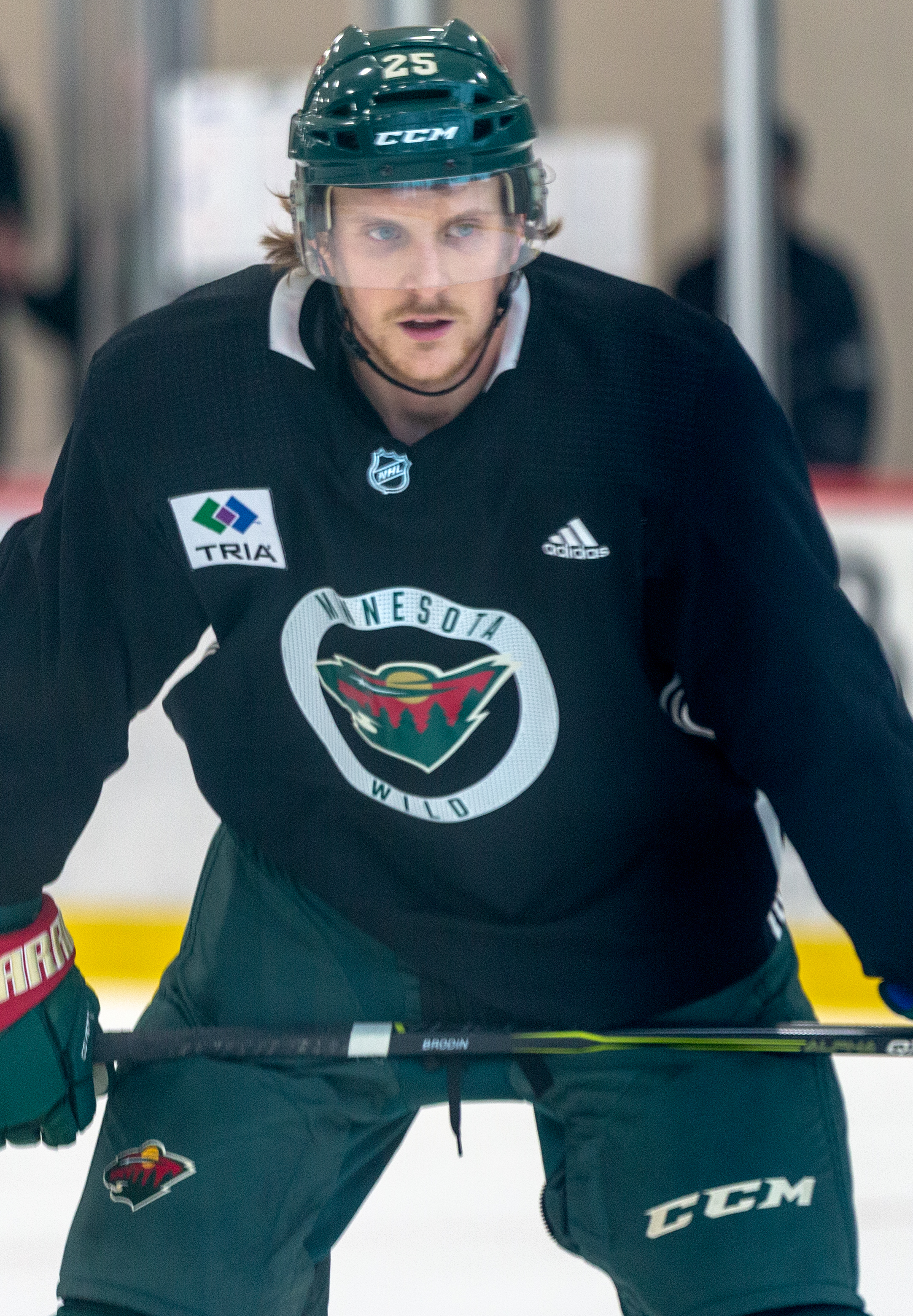
Jonas Brodin
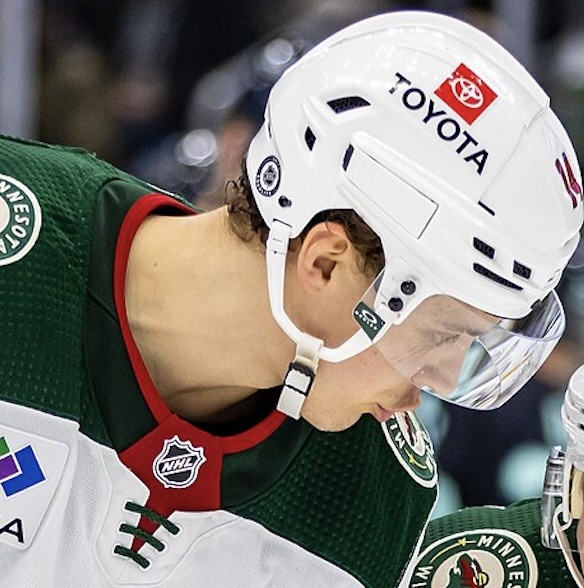
Joel Eriksson Ek
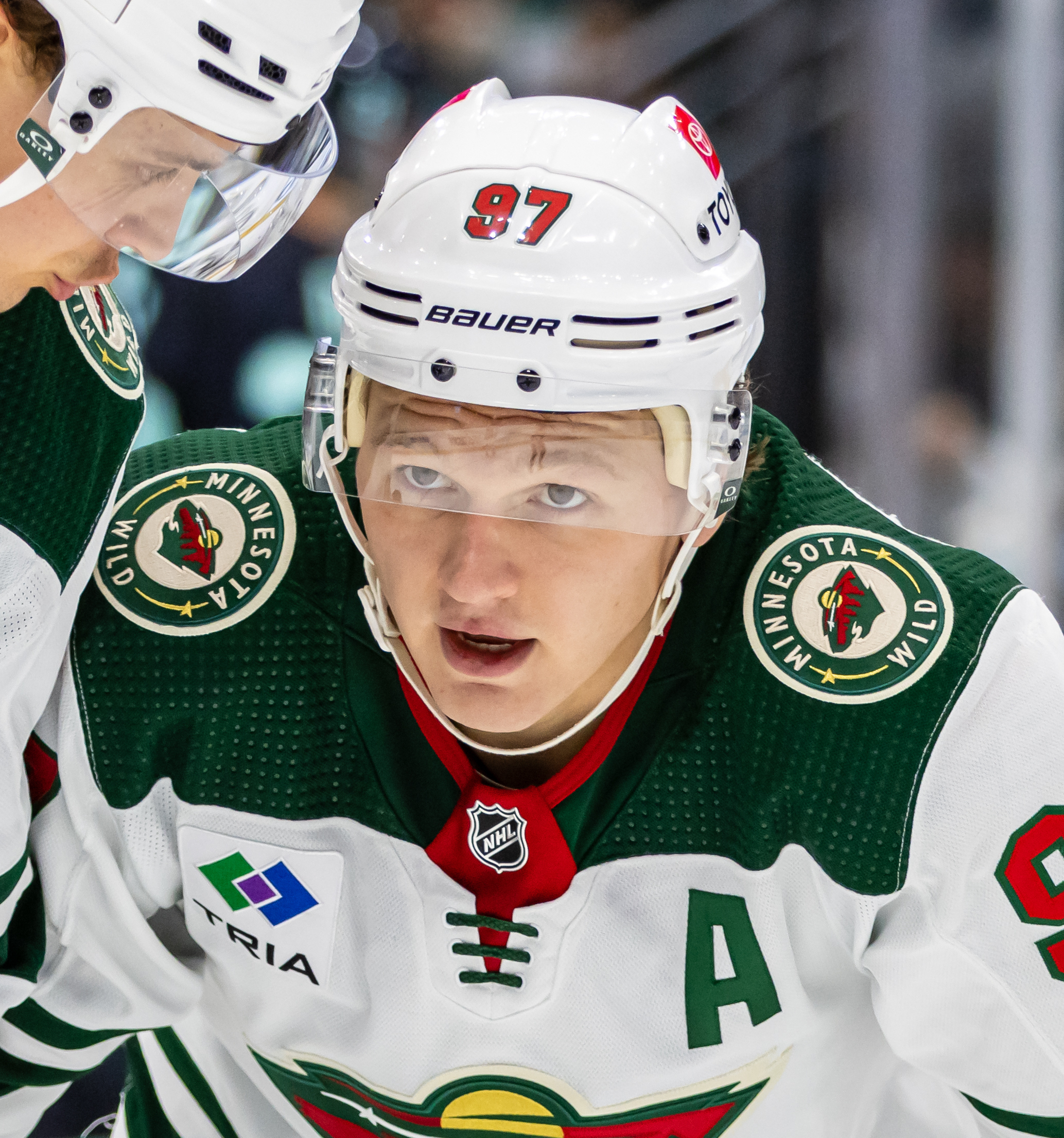
Kirill Kaprizov
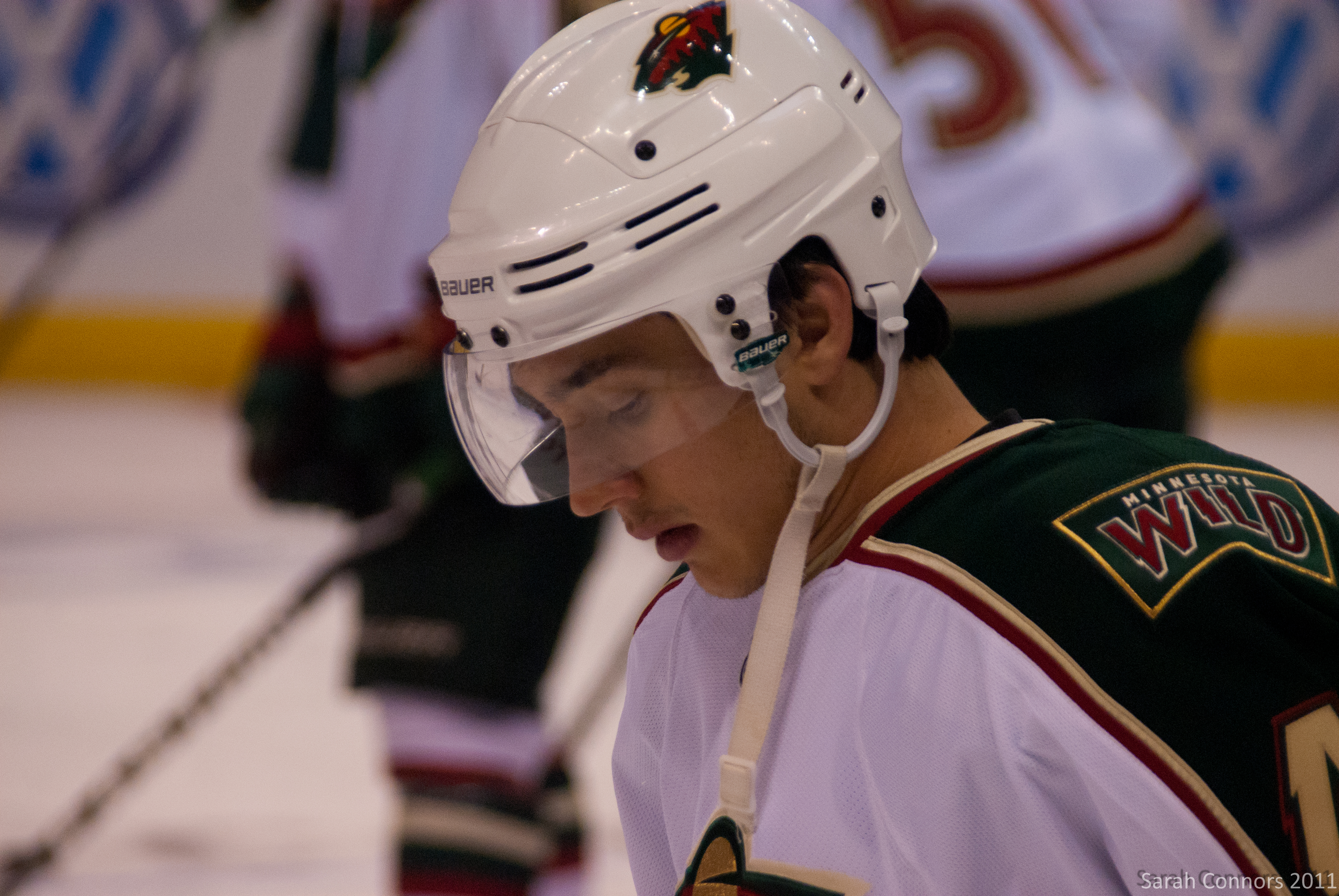
Jared Spurgeon

## Staben

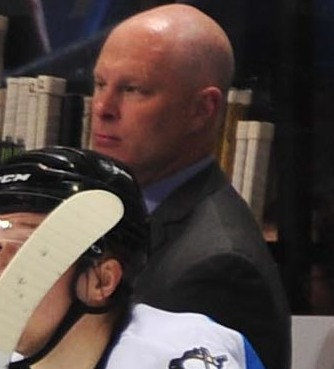
John Hynes, 2014.

Uppdaterat: 28 november 2023
| Yrkestitel           | Namn              |
| -------------------- | ----------------- |
| General manager      | Bill Guerin       |
| Tränare              | John Hynes        |
| Assisterande tränare | Darby Hendrickson |
|                      | Vakant            |
| Målvaktstränare      | Bob Mason         |
| Videotränare         | Jonas Plumb       |
| Fystränare           | Sean Skahan       |

## Utmärkelser

### Pensionerade nummer
När Wild anslöt sig till NHL, valde organisationen att pensionera spelarnumret 1 för att hylla sina supportrar. Ytterligare ett nummer har blivit pensionerat av själva ligan.
| - #1 För lagets supportrar. | - #99 Wayne Gretzky, (NHL) |

### Hall of Famers

#### Ledare
| - Jacques Lemaire (Invald 1985) - Var tränare för Wild mellan 2000 och 2009. |

### Troféer
| Northwest Division (1) - 2007–2008 Bill Masterton Memorial Trophy (2) - Josh Harding: 2012–2013 - Devan Dubnyk: 2014–2015 Jack Adams Award (1) - Jacques Lemaire: 2002–2003 | Lester Patrick Trophy (1) - Bob Naegele Jr.: 2008 Roger Crozier Saving Grace Award (2) - Dwayne Roloson: 2003–2004 - Niklas Bäckström: 2006–2007 William M. Jennings Trophy (1) - Niklas Bäckström: 2006–2007 - Manny Fernandez: 2006–2007 |

## General manager
| - Doug Risebrough, 1999–2009 - Chuck Fletcher, 2009–2018 | - Paul Fenton, 2018–2019 - Bill Guerin, 2019– |

## Tränare
| - Jacques Lemaire, 2000–2009 - Todd Richards, 2009–2011 - Mike Yeo, 2011–2016 - John Torchetti, 2016 | - Bruce Boudreau, 2016–2020 - Dean Evason, 2020–2023 - John Hynes, 2023– |

## Lagkaptener
| - Roterande lagkaptener - 2000–2001 - Sean O'Donnell — Oktober 2000 - Scott Pellerin — November 2000 - Wes Walz — December 2000 - Brad Bombardir — Januari & februari 2001 - Darby Hendrickson — Mars & april 2001 - 2001–2002 - Jim Dowd — Oktober 2001 - Filip Kuba — November 2001 - Brad Brown — December 2001 & januari 2002 - Andrew Brunette — Februari, mars & april 2002 - 2002–2003 - Brad Bombardir — Oktober & november 2002 - Matt Johnson — December 2002 - Sergejs Žoltoks — Januari 2003 - Brad Bombardir — Februari, mars, april & slutspelet 2003 - 2003–2004 - Brad Brown — Oktober 2003 - Andrew Brunette — November 2003 - Richard Park — December 2003 - Brad Bombardir — Januari 2004 - Jim Dowd — Februari 2004 - Andrew Brunette — Mars & april 2004 - 2004–2005 - Ingen kapten var utsedd på grund av lockouten. | - Roterande lagkaptener - 2005–2006 - Alex Henry — Oktober 2005 - Filip Kuba — November 2005 - Willie Mitchell — December 2005 & januari 2006 - Brian Rolston — Februari 2006 - Wes Walz — Mars & april 2006 - 2006–2007 - Brian Rolston — Oktober & november 2006 - Keith Carney — December 2006 - Brian Rolston — Januari 2007 - Mark Parrish — Februari, mars, april & slutspelet 2007 - 2007–2008 - Pavol Demitra — Oktober 2007 - Brian Rolston — November 2007 - Mark Parrish — December 2007 - Nick Schultz — Januari 2008 - Mikko Koivu — Februari 2008 - Marián Gáborík — Mars, april & slutspelet 2008 - 2008–2009 - Mikko Koivu — Oktober & november 2008 - Kim Johnsson — December 2008 - Mikko Koivu — Januari 2009 - Andrew Brunette — Februari 2009 - Mikko Koivu — Mars & april 2009 - Mikko Koivu, 2009–2020 - Jared Spurgeon, 2020– |

## Statistik
Uppdaterat: 2017-06-27 | * = Fortfarande aktiv i Wild. | ** = Fortfarande aktiv i NHL.

### Grundserie
| Spelare              | Pos | Antal |
| -------------------- | --- | ----- |
| Mikko Koivu*         | C   | 843   |
| Nick Schultz         | B   | 743   |
| Pierre-Marc Bouchard | C   | 565   |
| Márian Gáborík**     | HF  | 502   |
| Andrew Brunette      | VF  | 489   |
| Brent Burns**        | B   | 453   |
| Jared Spurgeon*      | B   | 448   |
| Kyle Brodziak**      | C   | 446   |
| Wes Walz             | C   | 438   |
| Stéphane Veilleux    | VF  | 428   |

| Spelare              | Pos | Antal |
| -------------------- | --- | ----- |
| Márian Gáborík**     | HF  | 219   |
| Mikko Koivu*         | C   | 179   |
| Zach Parise*         | VF  | 124   |
| Andrew Brunette      | VF  | 119   |
| Pierre-Marc Bouchard | C   | 106   |
| Brian Rolston        | HF  | 96    |
| Nino Niederreiter*   | HF  | 83    |
| Wes Walz             | C   | 82    |
| Jason Pominville*    | HF  | 76    |
| Kyle Brodziak**      | C   | 72    |

| Spelare              | Pos | Antal |
| -------------------- | --- | ----- |
| Mikko Koivu*         | C   | 435   |
| Pierre-Marc Bouchard | C   | 241   |
| Márian Gáborík**     | HF  | 218   |
| Andrew Brunette      | VF  | 202   |
| Ryan Suter*          | B   | 173   |
| Mikael Granlund*     | C   | 144   |
| Jason Pominville*    | HF  | 130   |
| Brent Burns**        | B   | 128   |
| Zach Parise*         | VF  | 127   |
| Jared Spurgeon*      | B   | 121   |

| Spelare              | Pos | Antal |
| -------------------- | --- | ----- |
| Mikko Koivu*         | C   | 614   |
| Márian Gáborík       | HF  | 437   |
| Pierre-Marc Bouchard | C   | 347   |
| Andrew Brunette      | VF  | 321   |
| Zach Parise*         | VF  | 251   |
| Jason Pominville*    | HF  | 206   |
| Ryan Suter*          | B   | 204   |
| Brian Rolston        | HF  | 202   |
| Mikael Granlund*     | C   | 201   |
| Brent Burns**        | B   | 183   |

| Spelare           | Pos | Antal |
| ----------------- | --- | ----- |
| Matt Johnson      | VF  | 698   |
| Derek Boogard     | VF  | 544   |
| Mikko Koivu*      | C   | 496   |
| Cal Clutterbuck** | HF  | 337   |
| Willie Mitchell   | B   | 333   |
| Brent Burns**     | B   | 325   |
| Nick Schultz      | B   | 322   |
| Márian Gáborík**  | HF  | 301   |
| Stéphane Veilleux | VF  | 300   |
| Clayton Stoner**  | B   | 296   |

#### Slutspel
| Spelare            | Pos | Antal |
| ------------------ | --- | ----- |
| Mikko Koivu*       | C   | 50    |
| Charlie Coyle*     | C   | 39    |
| Jonas Brodin*      | B   | 39    |
| Ryan Suter*        | B   | 39    |
| Jared Spurgeon*    | B   | 39    |
| Marco Scandella*   | B   | 39    |
| Jason Pominville*  | HF  | 36    |
| Mikael Granlund*   | C   | 34    |
| Nino Niederreiter* | HF  | 34    |
| Zach Parise*       | VF  | 33    |

| Spelare            | Pos | Antal |
| ------------------ | --- | ----- |
| Márian Gáborík**   | HF  | 12    |
| Mikko Koivu*       | C   | 11    |
| Zach Parise*       | VF  | 11    |
| Jason Pominville*  | HF  | 9     |
| Nino Niederreiter* | HF  | 8     |
| Wes Walz           | C   | 7     |
| Andrew Brunette    | VF  | 7     |
| Mikael Granlund*   | C   | 7     |
| Charlie Coyle*     | C   | 7     |
| Jared Spurgeon*    | B   | 6     |

| Spelare            | Pos | Antal |
| ------------------ | --- | ----- |
| Zach Parise*       | VF  | 17    |
| Ryan Suter*        | B   | 14    |
| Jason Pominville*  | HF  | 14    |
| Mikko Koivu*       | C   | 13    |
| Sergejs Žoltoks    | C   | 11    |
| Mikael Granlund*   | C   | 11    |
| Márian Gáborík**   | HF  | 10    |
| Jared Spurgeon*    | B   | 10    |
| Nino Niederreiter* | HF  | 10    |
| Charlie Coyle*     | C   | 8     |

| Spelare            | Pos | Antal |
| ------------------ | --- | ----- |
| Zach Parise*       | VF  | 28    |
| Mikko Koivu*       | C   | 24    |
| Jason Pominville*  | HF  | 23    |
| Márian Gáborík**   | HF  | 22    |
| Mikael Granlund*   | C   | 18    |
| Nino Niederreiter* | HF  | 18    |
| Ryan Suter*        | B   | 16    |
| Jared Spurgeon*    | B   | 16    |
| Charlie Coyle*     | C   | 15    |
| Wes Walz           | C   | 14    |

| Spelare            | Pos | Antal |
| ------------------ | --- | ----- |
| Derek Boogard      | VF  | 44    |
| Stéphane Veilleux  | VF  | 35    |
| Mikko Koivu*       | C   | 30    |
| Clayton Stoner**   | B   | 26    |
| Matt Johnson       | VF  | 25    |
| Filip Kuba         | B   | 24    |
| Nino Niederreiter* | HF  | 24    |
| Ryan Suter*        | B   | 22    |
| Kim Johnsson       | B   | 20    |
| Zach Parise*       | VF  | 20    |

## Svenska spelare
Uppdaterat: 2017-06-27
| Målvakter        | Målvakter | Målvakter | Målvakter | Målvakter | Målvakter | Målvakter  | Målvakter | Målvakter | Målvakter | Målvakter | Målvakter | Målvakter | Målvakter  | Målvakter | Målvakter | Målvakter | Målvakter | Målvakter   |
| Spelare          | #         | Från      | Till      | Matcher¹  | Vinster¹  | Förluster¹ | Övertid¹  | GAA¹      | SVS%¹     | Nollor¹   | Matcher²  | Vinster²  | Förluster² | Övertid²  | GAA²      | SVS%²     | Nollor²   | Stanley Cup |
| ---------------- | --------- | --------- | --------- | --------- | --------- | ---------- | --------- | --------- | --------- | --------- | --------- | --------- | ---------- | --------- | --------- | --------- | --------- | ----------- |
| Johan Holmqvist  | 40        | 2002      | 2004      | 0         | 0         | 0          | -         | 0,00      | .000      | 0         | 0         | 0         | 0          | -         | 0,00      | .000      | 0         | 0           |
| Filip Gustavsson | 32        | 2022      |           | 0         | 0         | 0          | -         | 0,00      | .000      | 0         | 0         | 0         | 0          | -         | 0,00      | .000      | 0         | 0           |
| Jesper Wallstedt | 30        | 2024      |           | 0         | 0         | 0          | -         | 0,00      | .000      | 0         | 0         | 0         | 0          | -         | 0,00      | .000      | 0         | 0           |

| Utespelare        | Utespelare | Utespelare | Utespelare | Utespelare | Utespelare | Utespelare | Utespelare | Utespelare | Utespelare | Utespelare | Utespelare | Utespelare | Utespelare | Utespelare | Utespelare | Utespelare  |
| Spelare           | Pos        | #          | K/A        | Från       | Till       | Matcher¹   | Mål¹       | Assists¹   | Poäng¹     | Utv¹       | Matcher²   | Mål²       | Assists¹   | Poäng²     | Utv²       | Stanley Cup |
| ----------------- | ---------- | ---------- | ---------- | ---------- | ---------- | ---------- | ---------- | ---------- | ---------- | ---------- | ---------- | ---------- | ---------- | ---------- | ---------- | ----------- |
| Rickard Wallin    | C          | 25         |            | 2002       | 2004       | 19         | 6          | 4          | 10         | 14         | 0          | 0          | 0          | 0          | 0          | 0           |
| Daniel Tjärnqvist | B          | 34         |            | 2005       | 2006       | 60         | 3          | 15         | 18         | 32         | 0          | 0          | 0          | 0          | 0          | 0           |
| Kim Johnsson      | B          | 5          | K/A        | 2006       | 2010       | 289        | 15         | 72         | 87         | 176        | 10         | 0          | 1          | 1          | 20         | 0           |
| Mattias Weinhandl | HF         | 18         |            | 2006       | 2007       | 27         | 3          | 4          | 7          | 20         | 0          | 0          | 0          | 0          | 0          | 0           |
| Jonas Brodin      | B          | 25         |            | 2013       |            | 721        | 45         | 161        | 206        | 220        | 61         | 2          | 16         | 18         | 18         | 0           |
| Johan Larsson     | C          | 47         |            | 2013       | 2013       | 1          | 0          | 0          | 0          | 0          | 0          | 0          | 0          | 0          | 0          | 0           |
| Christian Folin   | B          | 5          |            | 2014       | 2017       | 118        | 4          | 19         | 23         | 50         | 2          | 0          | 0          | 0          | 2          | 0           |
| Gustav Olofsson   | B          | 23         |            | 2015       | 2018       | 56         | 0          | 11         | 11         | 18         | 0          | 0          | 0          | 0          | 0          | 0           |
| Joel Eriksson Ek  | C          | 14         | A          | 2016       |            | 389        | 86         | 98         | 184        | 144        | 25         | 6          | 4          | 10         | 12         | 0           |
| Victor Rask       | C          | 49         |            | 2018       | 2022       | 149        | 22         | 30         | 52         | 52         | 7          | 0          | 0          | 0          | 0          | 0           |
| Marcus Johansson  | VF         | 90         |            | 2020 2023  | 2021 -     | 36         | 6          | 8          | 14         | 4          | 3          | 0          | 0          | 0          | 0          | 0           |
| John Klingberg    | B          | 3          |            | 2023       | 2023       | 17         | 2          | 7          | 9          | 4          | 4          | 1          | 3          | 4          | 0          | 0           |
| Oskar Sundqvist   | C          | 70         |            | 2023       | 2023       | 15         | 3          | 4          | 7          | 8          | 1          | 1          | 0          | 1          | 0          | 0           |
| Gustav Nyquist    | VF         | 41         |            | 2022 2025  | 2023 -     | 0          | 0          | 0          | 0          | 0          | 0          | 0          | 0          | 0          | 0          | 0           |

¹ = Grundserie
² = Slutspel
Övertid = Vunnit matcher som har gått till övertid. | GAA = Insläppta mål i genomsnitt | SVS% = Räddningsprocent | Nollor = Hållit nollan det vill säga att motståndarlaget har ej lyckats göra mål på målvakten under en match. | K/A = Om spelare har varit lagkapten och/eller assisterande lagkapten | Utv = Utvisningsminuter

## Första draftval
| - 2000: Marián Gáborík (Wild, Rangers, Blue Jackets, Kings) (2000–, VF) Vald som nummer tre. - 2001: Mikko Koivu (Wild) (2005–, C) Vald som nummer sex. - 2002: Pierre-Marc Bouchard (Wild, Islanders) (2002–2014, C) Vald som nummer åtta. - 2003: Brent Burns (Wild, Sharks) (2003–, B) Vald som nummer 20. - 2004: A.J. Thelen (Spelade aldrig i NHL.) (, B) Vald som nummer 12. - 2005: Benoît Pouliot (Wild, Canadiens, Bruins, Lightning, Rangers, Oilers) (2006–, VF) Vald som nummer fyra. - 2006: James Sheppard (Wild, Sharks, Rangers) (2007–2015, C) Vald som nummer nio. | - 2007: Colton Gillies (Wild, Blue Jackets) (2008–2009, 2010–2013, VF) Vald som nummer 16. - 2008: Tyler Cuma (Wild) (2011–2012, B) Vald som nummer 23. - 2009: Nick Leddy (Blackhawks, Islanders) (2010–, B) Vald som nummer 16. - 2010: Mikael Granlund (Wild) (2013–, C) Vald som nummer nio. - 2011: Jonas Brodin (Wild) (2013–, B) Vald som nummer tio. - 2011: Zack Phillips (Har ännu inte spelat i NHL.) (, C) Vald som nummer 28. - 2012: Mathew Dumba (Wild) (2013–, B) Vald som nummer sju. | - 2013: Organisationen saknade val i första rundan. - 2014: Alex Tuch (Wild) (2017–, HF) Vald som nummer 18. - 2015: Joel Eriksson Ek (Wild) (2016–, C) Vald som nummer sju. - 2016: Luke Kunin (Har ännu inte spelat i NHL) (, C) Vald som nummer 15. - 2017: Organisationen saknade val i första rundan. |